# Тактическое голосование
Тактическое (стратегическое, вынужденное, неискреннее, утилитарное) голосование (англ. tactical voting, strategic voting, sophisticated voting, insincere voting; фр. vote utile) — голосование, при котором избиратель поддерживает кандидата, отличного от его реальных предпочтений, так как оценивает его шансы на победу как более высокие. Тактическое голосование является способом избежать нежелательного исхода выборов, то есть прихода к власти кандидата, которому избиратель симпатизирует в наименьшей степени.
При тактическом голосовании избиратель делает выбор в соответствии с предполагаемым исходом голосования. Так, он оценивает последствия двух наиболее возможных ответов на проводимом референдуме с целью определить, какой из них его удовлетворит в большей степени. В этом случае избиратель выбирает «наименьшее из зол».
Тактическое голосование распространено в англосаксонской избирательной системе, однако данное явление характерно и для других стран с двухпартийной системой, где у власти по очереди находятся кандидаты от двух наиболее популярных партий, например, для Франции. Прецеденты также имели место в КНР, Пуэрто-Рико и Словении.

## Виды тактического голосования
1. Компромисс (англ. favourite buying, compromising): избиратель выбирает другого кандидата, не соответствующего в полной мере личным предпочтениям, в надежде на его победу. Например, система относительного большинства позволяет избирателю проголосовать за кандидата, который, по его мнению, с большей вероятностью выиграет выборы (так, консервативный избиратель проголосует за сильного кандидата от центра, а не за слабого кандидата от правых партий, чтобы помешать приходу к власти популярного кандидата от левых партий).
2. Прицельное голосование (англ. bullet voting): избиратель голосует только за одного кандидата, хотя условия голосования позволяют выбрать нескольких. Так избиратель способствует победе предпочитаемого кандидата, не отдавая свой голос его соперникам.
3. «Захоронение» (англ. burying): избиратель голосует за слабейшего, по его мнению, кандидата, рассчитывая, что предпочитаемый кандидат точно сможет одержать над ним победу. Примером может служить ситуация в США или Франции, когда на предварительных выборах одной партии сторонники другой намеренно голосуют за наиболее слабых кандидатов, чтобы победитель праймериз не смог составить конкуренцию кандидату от предпочитаемой партии.
4. Парадоксальное голосование (англ. mischief vote, push-over, paradoxical voting): избиратель голосует за слабого, по его мнению, кандидата, не рассчитывая на его победу. Этот тип голосования распространён на выборах в несколько туров, когда избиратель уверен, что предпочитаемый им кандидат легко победит прошедшего в следующий тур, но более слабого кандидата.[2]

## Примеры прошедших выборов

### США
Одним из ярких примеров тактического голосования стали выборы губернатора штата Калифорния в 2002 году. Во время праймериз республиканской партии между Ричардом Риорданом (бывший мэр Лос-Анджелеса) и Биллом Саймоном (бизнесмен) развязалась борьба за право помериться силами с непопулярным кандидатом от Демократической партии, губернатором Калифорнии Греем Дэвисом. Согласно опросам, Риордан должен был победить Дэвиса, в то время как Саймон — проиграть ему. Однако предварительные выборы Республиканской партии являлись открытым голосованием, в котором мог участвовать любой желающий вне зависимости от партийной принадлежности. Сторонники демократа Дэвиса договорились поддержать на выборах Саймона, так как Риордан считался более серьёзным соперником. Эти настроения совпали с предвыборной кампанией Дэвиса, в которой Риордан был представлен с негативной стороны как «либерал большого города», что позволило Саймону выиграть выборы несмотря на бизнес-скандал накануне. Однако республиканец Саймон в конечном итоге проиграл Дэвису.

### Великобритания
На всеобщих выборах 1997 года партия Левых демократов помогла Брюсу Кенту запустить программу тактического голосования под названием «Избавьтесь от них», единственной целью которой было предотвратить получение пятого по счёту премьерского срока кандидата от партии Консерваторов. Была составлена коалиция из членов всех основных оппозиционных партий и тех, кто не принадлежал ни к одной партии. Несмотря на то, что доказать влияние программы «Избавьтесь от них» на итоги выборов достаточно сложно, она смогла привлечь значительное внимание СМИ и впервые в истории Великобритании сделала тактическое голосование общей тенденцией. В 2001 году организация New Politics Network, преемница партии Левых демократов создала создала похожую программу tacticalvoter.net. С этого момента тактическое голосование стало настоящей проблемой в Великобритании, отражающейся на результатах дополнительных выборов и отмеченной ростом числа сайтов, таких как tacticalvoting.com, которые призывают к тактическому голосованию как способу ослабления двухпартийной системы и расширения возможностей отдельно взятого избирателя. На всеобщих выборах 2005 года был запущен сайт tacticalvoting.net для проведения сбалансированных дебатов на тему тактического голосования. На всеобщих выборах 2015 года был запущен сайт voteswap.org, который был нацелен на устранение партии Консерваторов из правительства. Для этого сторонников партии Зеленых призывали к тактическому голосованию в пользу Лейбористской партии.

### Франция
В первом туре региональных выборов, прошедшем 6 декабря 2015 года, выиграла крайняя правая партия Национальный фронт, оставив далеко позади традиционно сильные партии Республиканцев и Социалистов. Перед первым и вторым туром (13 декабря 2015 года) в прессе развязалась целая дискуссия на тему того, как не допустить победы крайних правых на выборах в целом. В частности, речь шла о левом электорате партии Социалистов, который, с одной стороны, хотел выразить свое неудовлетворение политикой действующего левого правительства и, с другой стороны, воспрепятствовать дальнейшей победе Национального фронта: избиратель «устал разрываться между „тактическим голосованием“ и желанием выразить свое разочарование в правительстве». Многие издания правого и левого толка выходили с призывами на первых полосах не допустить прихода к власти крайних правых. Таким образом, французское общество стояло перед непростым выбором: голосовать согласно своим политическим убеждениям, или же отдать голос любой другой сильной партии. Во втором туре расклад сил оказался совсем иным, нежели в первом: Национальный фронт переместился с первой позиции на третью, первое место отошло Республиканцам, второе — Социалистам. Фактически, голосование проходило по принципу не «за» предпочитаемую партию, а просто «против» крайних правых.
В преддверии президентских выборов 2017 года во Франции пресса уже говорит о предстоящем тактическом голосовании. Газета Le Monde Diplomatique пишет:

В первом туре президентских выборов, который состоится 23 апреля, встретятся одиннадцать кандидатов с очень разными взглядами. Этот плюрализм мнений был отчасти омрачен скандалами и бесконечным числом опросов, которым СМИ уделяли слишком много внимания. Тем не менее, к публике приходит осознание антидемократическое природы французских и европейских институтов. Однако это осознание во время выборов может попасть в ловушку тактического голосования, согласно которому в качестве противовеса крайним правым может быть выбран сторонник глобализации

### Канада
Во время федеральных выборов 2004 года и, в меньшей степени, на выборах 2006 года, стратегическое голосование создавало проблемы для Новой Демократической партии. В 2004 году Либеральная партия, находящаяся у власти, привлекла на свою сторону большое количество сторонников Новой Демократической партии, что позволило избежать формирования консервативного правительства. На выборах в 2006 году, когда премьер-министр Пол Мартин призывал сторонников Новой Демократической партии и партии Зелёных голосовать за Либеральную партию, чтобы избежать победы консерваторов, была реализована та же стратегия. Лидер Новой Демократической парии Джек Лейтон в ответ попросил избирателей отдать голоса его партии, так как Либеральная партия, несмотря на стратегическое голосование, всё равно проиграет выборы.
Во время федеральных выборов 2015 года стратегическое голосование было в основном направлено против консервативного правительства Стефана Харпера, который пришёл к власти в результате раскола между центристами и левыми партиями на выборах в 2011 году. Подавляющее большинство голосов было отдано за Либеральную партию Джастина Трюдо.

### Россия
Аналог тактического голосования был в 2018 году предложен Алексеем Навальным в рамках проекта «Умное голосование». Навальный предложил противникам правящей «Единой России» на всех выборах голосовать за оппозиционного кандидата, имеющего лучшие шансы на победу. Этого кандидата на каждом участке будет определять команда Навального.

Навальный: «И мы с вами (внимание, здесь вся суть проекта) можем договориться, за кого голосовать. Выбрать „самого жирного“ и протащить его, чтобы прокатить кандидата от ЕР».

Навальный: «Мы объединяемся, чтобы бороться с монополией „Единой России“. Нам надоела „Единая Россия“. У представителей этой партии абсолютное большинство во всех парламентах, от региональных до федерального. Это несправедливо и не соответствует воле народа. Мы хотим, чтобы люди с другими взглядами тоже были представлены во власти. Монополия „Единой России“ губит нашу страну».

### Сингапур
На Сингапуре с 1976 года практически всегда на выборах только два кандидата, так как все оппозиционные партии договариваются между собой.

### Другие страны
Тактическое голосование присутствовало на выборах в Пуэрто-Рико в 2004 году. Кандидат от Новой прогрессивной партии не пользовался популярностью, кроме как в проправительственных кругах, из-за коррупционных схем и приватизации государственных компаний. Чтобы не допустить его победы, сторонники других фракций поддерживали кандидатов от Partido Popular Democratico. По завершении выборов правительственные ставленники получили места в палате представителей США и большинство мест в законодательных органах, однако власть Анибал Асевадо Вила потерял (в Пуэрто Рико есть возможность голосовать за партию или кандидата. Сепаратисты голосовали согласно их убеждениям, но за кандидата от центристской партии. Это в основном и вызвало смятение). После пересчёта голосов и суда Анибал Асевадо Вила был провозглашён губернатором содружества Пуэрто Рико.
В 2011 году на парламентских выборах в Словении 30 % избирателей прибегли к тактическому голосованию. Согласно опросам общественного мнения, Янез Янша, кандидат от Словенской Демократической партии, должен был одержать лёгкую победу над Зораном Янковичем, кандидатом от Положительной Словении. Однако выборы выиграл Зоран Янкович. Как показали авторитетные словенские исследования общественного мнения, такая доля избирателей, голосовавших тактически, ранее нигде не была зарегистрирована.

## Полемика

### Положительные моменты
С прагматической точки зрения, тактическое голосование позволяет избежать прихода к власти кандидатов, которые считаются нежелательными, если не опасными для действующей системы власти. Это подразумевает под собой, что система хороша сама по себе вне зависимости от воли народа.
Так, во время президентских выборов во Франции 2007 года тактическое голосования было использовано как способ избежать нового 21 апреля 2002 года, когда, несмотря на ожидаемое и традиционное противостояние правых и левых партий, во второй тур выборов вышла крайняя правая партия Национальный фронт.
Однако во время этих же выборов во Франции Социалистическая партия посчитала, что тактическое голосование обернулось в конечном итоге и против неё. Так, в последние дни президентской кампании голосование за Франсуа Байру, кандидата от центра, превратилось в тактическое голосование сторонников социалистической партии, которые не поддержали кандидатуру Сеголен Руаяль, надеясь избежать прихода к власти кандидата от правых Николя Саркози и, таким образом, голосовали за третью партию.
В таком случае стратегическое голосование рассматривается как уступка в пользу других избирателей.

### «Нападки на демократию»
Термин «тактическое голосование» используется в основном СМИ при описании ситуации в соответствии с опросами общественного мнения, которые не являются однозначными, и чья точность вычисления вызывает сомнения. Без отсылки к опросам аргумент СМИ в пользу тактического голосования не является убедительным и, следовательно, не может повлиять на избирателей. Тактическое голосование, опирающееся на недемократические и не прописанные в конституции аргументы, влияет таким образом на демократические конституционно закреплённые выборы.
Выборы или референдум — это возможность свободно высказать своё мнение. Призыв же к тактическому голосованию, распространяемый в СМИ, в какой-то степени лишает людей такой возможности.
С другой стороны, термин «тактическое голосование» подразумевает, что есть ещё и «нетактическое голосование». Это несёт в себе нападки на свободу выражения мнений и на демократию.
Также призыв к тактическому голосованию может во время последующих опросов повлиять на тех, кто ещё не определился, что приведёт к увеличению числа тех, кто собирается голосовать за так называемые партии-фавориты.
Наконец, как говорилось раньше, тактическое голосование основывается на прогнозах (официальных или нет). Однако всё чаще случается так, что во время выборов появляется более двух главных кандидатов. В таком случае тактическое голосование не позволяет следовать чётко предполагаемому сценарию.
Пуританская политик от лейбористской партии Анн Бегг говорила так о тактическом голосовании:

Тактическое голосование — это тонкая материя и интеллектуальная дискуссия, которую ведут в гостиных по всей стране, но когда наконец наступает день голосования и ты должен проголосовать против своих убеждений, на деле это оказывается тяжелее сделать.
— Electorate may vote tactically — Kennedy. BBC News